# Cicurina bandera
Cicurina bandera là một loài nhện trong họ Dictynidae.
Loài này thuộc chi Cicurina. Cicurina bandera được Willis J. Gertsch miêu tả năm 1992.